# Ola Billgren
Ola Billgren, född 5 januari 1940 i Köpenhamn, död 4 november 2001 i Malmö S:t Petri församling, var en svensk konstnär.
Han växte upp i sydskånska Löderup och fick sin konstnärliga utbildning i hemmet av föräldrarna Hans Billgren och Grete Billgren som också var konstnärer. Ola Billgren var verksam inom grafik, akvarell, collage, fotografi, film och scenografi men han var mest betydelsefull som målare. Han var även kulturskribent och författare.
Vid 13 års ålder började han ställa ut akvarell och tuschteckningar lokalt runt Löderup på Österlen, dit familjen hade flyttat 1940. Billgren var bosatt i Lund från 1960 och i Malmö från 1973.
Efter att tidigare ha målat abstrakt, började Billgren tidigt 1963 att arbeta med ett fotorealistiskt bildspråk. Med detta måleri fick han sitt genombrott med en utställning på Galleri Karlsson i Stockholm 1966. Under 1960-talet var Billgren starkt påverkad av nya franska romanen, främst Alain Robbe-Grillet, och nya vågens film, bland andra Michelangelo Antonioni. Motiven var ofta interiörer från moderna lägenheter.
Kring 1970 kom människor att inta en mer central plats i en rad porträtt. Under 1970-talet utvecklades Billgrens måleri mot ett mer måleriskt uttryck.
I början av 1980-talet kom arbetet med collaget att leda arbetet i romantisk riktning, bland annat i litografisviten 19 romantiska landskap.
Under det tidiga 1980-talet arbetade Billgren även med ett abstrakt måleri och under slutet av decenniet med stadslandskap i en impressionistisk stil.
Billgrens måleri från 1990-talet karaktäriseras av en mättad röd färg som strukits ut över det underliggande motivet.
Billgren var en av Sveriges mest uppmärksammade konstnärer och hans verk slog auktionsrekord för levande svenska konstnärer.
En stor retrospektiv utställning visades på Rooseum i Malmö och på Moderna Museet i Stockholm 1991. Ola Billgren finns representerad på ett flertal svenska konstmuseer som Länsmuseet Gävleborg, Göteborgs konstmuseum, Malmö Konstmuseum, Norrköpings konstmuseum och Moderna Museet i Stockholm, Kalmar Konstmuseum samt utländska museer som Louisiana Museum of Modern Art i Danmark och Musée National d'art Moderne Centre Georges Pompidou i Paris.
Billgren skapade kortfilmen  "Avbild" 1963. Han utformade också scenografin för pjäser av Samuel Beckett och Marguerite Duras vid Malmö Stadsteater.
Ola Billgren tilldelades 1980 Ystads kommuns kulturpris. År 1993 mottog han Sveriges Bildkonstnärsfonds Stora stipendium.
Han avled 2001 efter några månaders sjukdom. Ola Billgren är begravd på Löderups gamla kyrkogård.